# Ryöpänsaari
Ryöpänsaari är en ö i Finland.   Den ligger i kommunen S:t Michel i den ekonomiska regionen  S:t Michel och landskapet Södra Savolax, i den södra delen av landet, 180 km nordost om huvudstaden Helsingfors. Ryöpänsaari ligger i sjön Vieruenjärvi.